# Atom Ant (videogioco)
Atom Ant, anche noto come Atom Ant: Up and Atom o Atom Ant in Up and Atom, è un videogioco a piattaforme tratto dal cartone animato La formica atomica, pubblicato nel 1990 per Amstrad CPC, Commodore 64 e ZX Spectrum dall'editrice economica Hi-Tec Software.

## Trama
Il sindaco ha ricevuto una richiesta di riscatto da Mad Dog Jackson, capo di una banda criminale, che minaccia di far esplodere alcuni alti e importanti edifici della città: diversi palazzi e due castelli. Il minuscolo supereroe Atom entra in azione per trovare e disinnescare le bombe utilizzando il suo atomizzatore, affrontando nel frattempo gli scagnozzi di Mad Dog. 

## Modalità di gioco
Il gioco è composto da 7 livelli bidimensionali (8 su Commodore 64), ciascuno ambientato all'esterno di un diverso palazzo a scorrimento verticale a doppio senso. Il giocatore controlla Atom che può volare, muovendosi con inerzia, e camminare quando si posa su davanzali, cornicioni e altre piattaforme.
Lo scopo è raccogliere le bombe sparse per lo scenario, trasportabili solo una alla volta, e portarle all'atomizzatore, un dispositivo situato in cima al palazzo che disinnesca le bombe.
Ci sono vari tipi di nemici volanti, come minuscoli elicotteri e aerei, api, e altro che dipende dalla versione del gioco. Tutti fanno perdere una vita se toccati. I loro movimenti sono meccanici e ripetitivi e in pratica il giocatore deve schivarli aspettando che passino.
Avanzando nei livelli bisogna evitare anche oggetti vari che piovono dall'alto. 
C'è infine un limite di tempo per eliminare tutte le bombe e completare il livello.
È possibile trovare e raccogliere alcuni bonus, come tempo e vite extra; nella versione Commodore 64 anche i bonus cadono dall'alto.

## Accoglienza
L'accoglienza sulla stampa europea fu media. 
La versione Commodore 64 fu giudicata ripetitiva dalla rivista Zzap!, e una sorta di "Bomb Jack dei poveri" (voto complessivo 54%), mentre secondo Aktueller Software Markt era discreta, specie in rapporto al basso prezzo.
La versione ZX Spectrum fu ritenuta discreta e apprezzata soprattutto nella grafica, nonostante su Spectrum la scena dell'azione sia monocromatica, da Crash (78%), Sinclair User (68%) e Your Sinclair (70%). MicroHobby (55%) al contrario ne criticava la grafica troppo sobria, pur essendo il gioco accettabile.